# Rachel Griffiths
Rachel Anne Griffiths, född 4 juni 1968 i Melbourne, är en australisk skådespelare.
Griffiths är bland annat känd för rollen som Brenda Chenowith i TV-serien Six Feet Under. För den rollen belönades hon med en Golden Globe 2002. Vid Oscarsgalan 1999 nominerades hon i kategorin Bästa kvinnliga biroll för sin roll i Hilary & Jackie.
Hon är gift sedan 2002 och har tre barn.

## Filmografi, i urval
- 1994 – Muriels bröllop
- 1996 – Idioternas afton
- 1996 – Children of the Revolution
- 1996 – Jude
- 1997 – Welcome to Woop Woop
- 1997 – Min bäste väns bröllop
- 1997 – My Son the Fanatic
- 1998 – Den stora klassfesten
- 1998 – Irländsk roulette
- 1998 – Hilary & Jackie
- 1999 – Me Myself I
- 2001 – Blow Dry
- 2001 – Blow
- 2001 – Very Annie Mary
- 2001–2005 – Six Feet Under (TV-serie) (63 avsnitt)
- 2002 – The Rookie
- 2002 – The Hard Word
- 2003 – Ned Kelly
- 2005 – Angel Rodriguez
- 2006 – Step Up
- 2006–2011 – Brothers & Sisters (TV-serie) (110 avsnitt)
- 2009 – Beautiful Kate
- 2011 – Burning Man
- 2013 – Camp (TV-serie) (tio avsnitt)
- 2013 – Patrick
- 2013 – Saving Mr. Banks
- 2015 – Deadline Gallipoli (miniserie)
- 2016 – Hacksaw Ridge
- 2023 – Anyone But You